# Port Chester
Port Chester è un villaggio degli Stati Uniti d'America, situato nello stato di New York, nella contea di Westchester.

## Storia

### Primi insediamenti
Nel 1660, tre coloni da Greenwidge, l'attuale Greenwich (Connecticut), Thomas Studwell, John Coe, e Peter Disbrow, comprarono dagli indiani Mohegan Manursing Island e la terra presso il fiume Byram, area che oggi è Port Chester. Il villaggio era conosciuto dal 1732 come Saw Pit. Si chiamano in inglese saw pits le buche nel terreno in cui vengono posizionati i tronchi per poter essere tagliati da due uomini con lunga una sega da boscaiolo, per ottenere in questo caso legname da utilizzare per la costruzione navale. 
Il villaggio cambiò poi nome per chiamarsi Port Chester nel 1868 essendo divenuto nel tempo un importante porto marittimo. 
Nel 1665, Sawpit fu conteso da New York e Connecticut, e venne ceduto nel 1683 alla provincia di New York. Il contenzioso sulla proprietà di Sawpit continuò per quasi un secolo. Nel 1788, il parlamento di New York ratificò che Sawpit facesse parte della città di Rye (New York).
In principio era considerato pericoloso viaggiare verso Sawpit per la mancanza di strade sicure. A parte la Boston Post Road, tracciata per il trasporto della corrispondenza tra la città di New York e Boston, e poche altre vie, le altre strade erano solitamente impraticabili rendendo fondamentale il trasporto via acqua.
Le vie d'acqua del fiume Byram e del Long Island Sound, furono fondamentali per la crescita e lo sviluppo di Sawpit/Port Chester. I primi abitanti si dedicavano alla costruzione di imbarcazioni, agricoltura e pesca.